# Вулиця Азовська (Львів)
Азо́вська ву́лиця — вулиця у Личаківському районі міста Львова, в місцевості Филипівка. Сполучає вулиці Мар'яна Панчишина та Олександра Олеся.

## Історія
У XIX столітті тут функціювала цегельня «Филипівка», яку заснував Маркус Філіпп. У 1930-х роках на місці колишньої цегельні збудовано житловий масив з дво-триповерхових будиночків для службовців Банку крайового господарства, що отримав назву Филипівка та охопив нинішні вулиці Олександра Олеся, Мар'яна Панчишина, Азовську та Аральську. У 1934 році отримала назву вулиця Поратинського, на честь Яна Поратинського, учасника україно-польської війни 1918—1919 років. З 1943 року по липень 1944 року мала назву Балльгассе. Сучасну назву вулиця отримала у 1946 році.

## Забудова
Забудова вулиці Азовської належить до 1930-х років і складається з кількох двоповерхових будинків у стилі польського конструктивізму.

## Відомі мешканці
- Кизименко Леонід Дмитрович — професор Львівської політехніки (буд. № 2)[9].
- Рафартарович Василь Олексійович — різьбяр, член Спілки майстрів народної творчості України (буд. № 4)[9].
- Вороняк Володимир Михайлович — художник-різьбяр, член Національної спілки художників України[10].

## Галерея

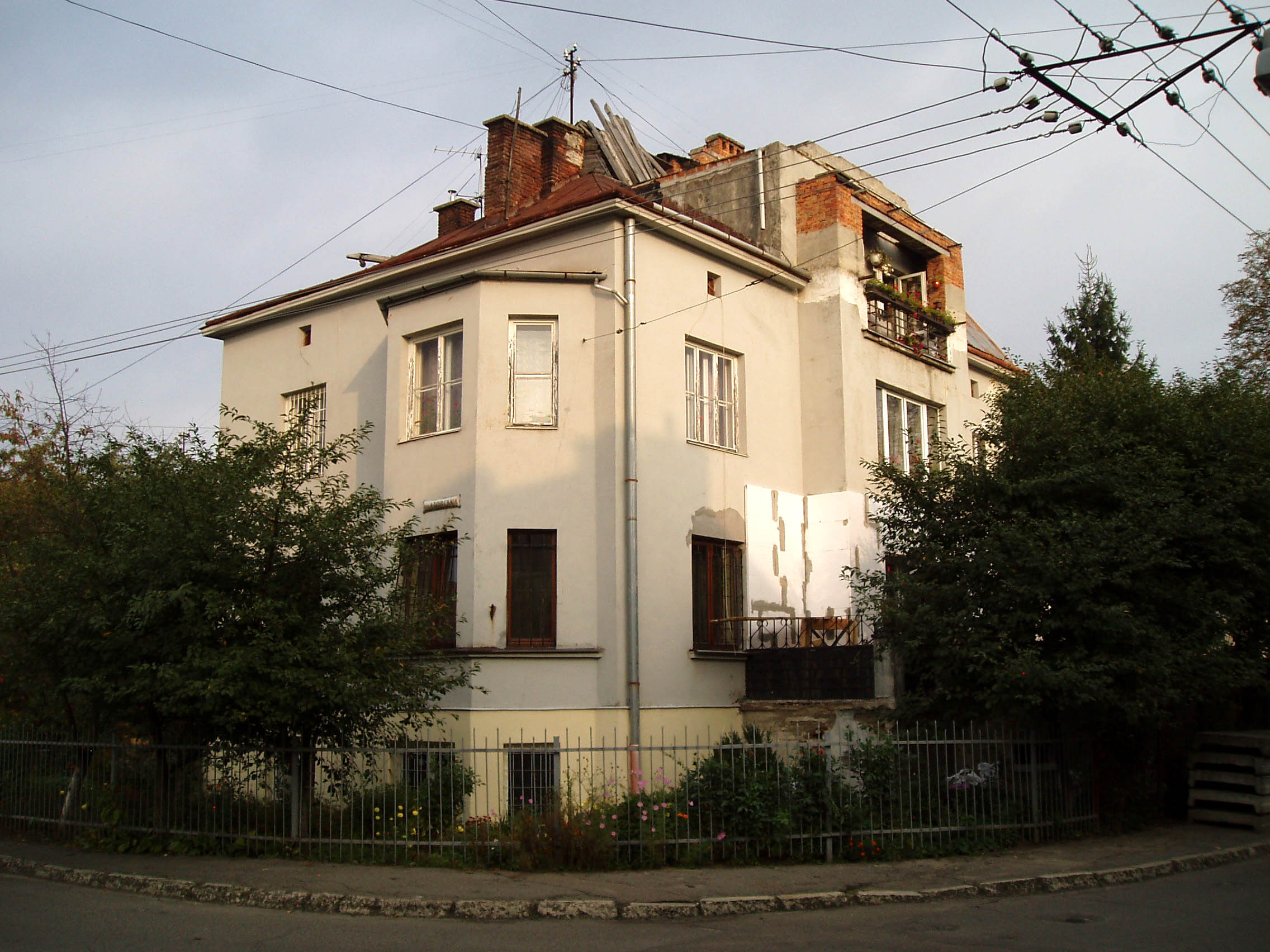
Будинок № 2
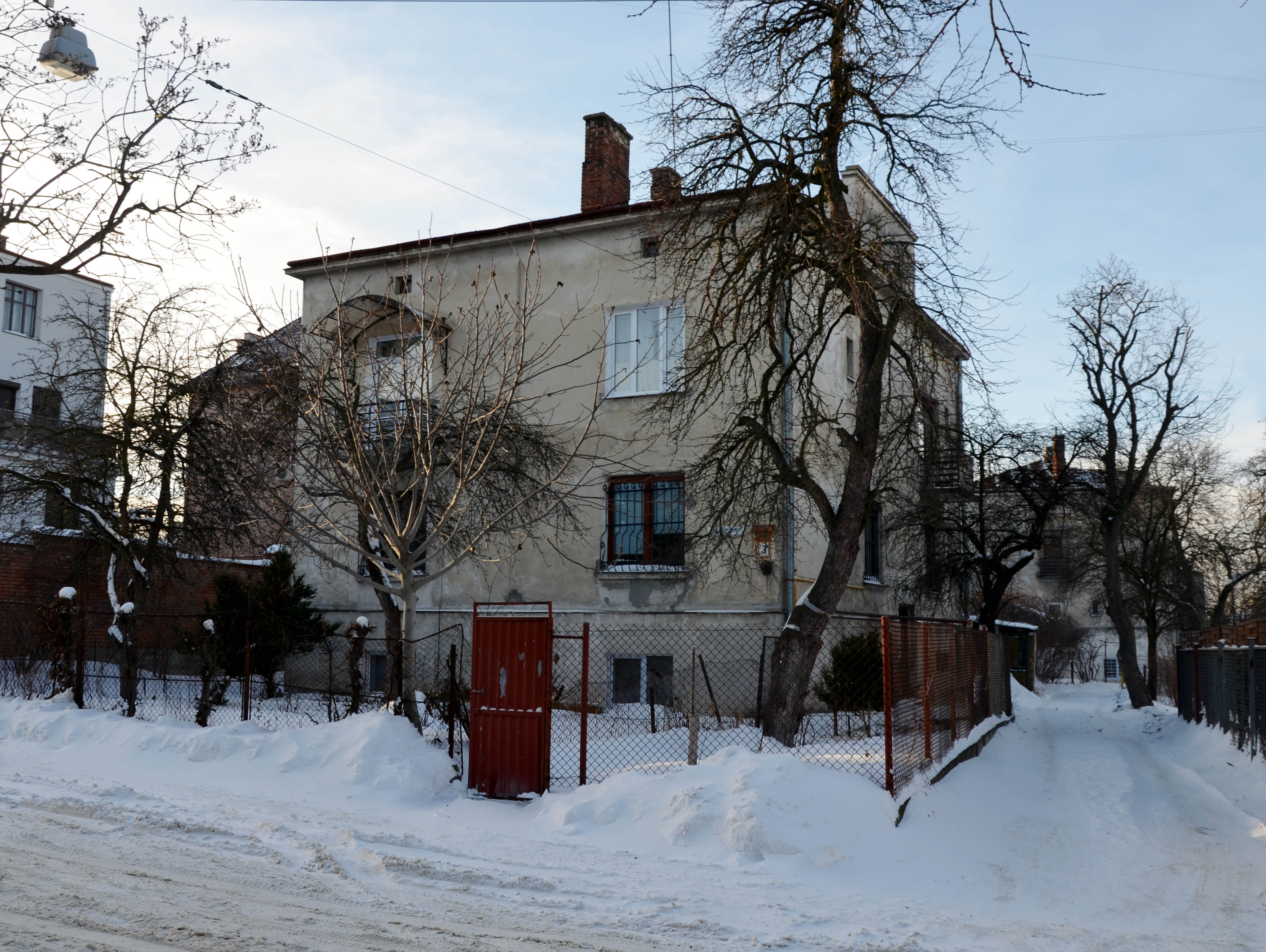
Будинок № 3
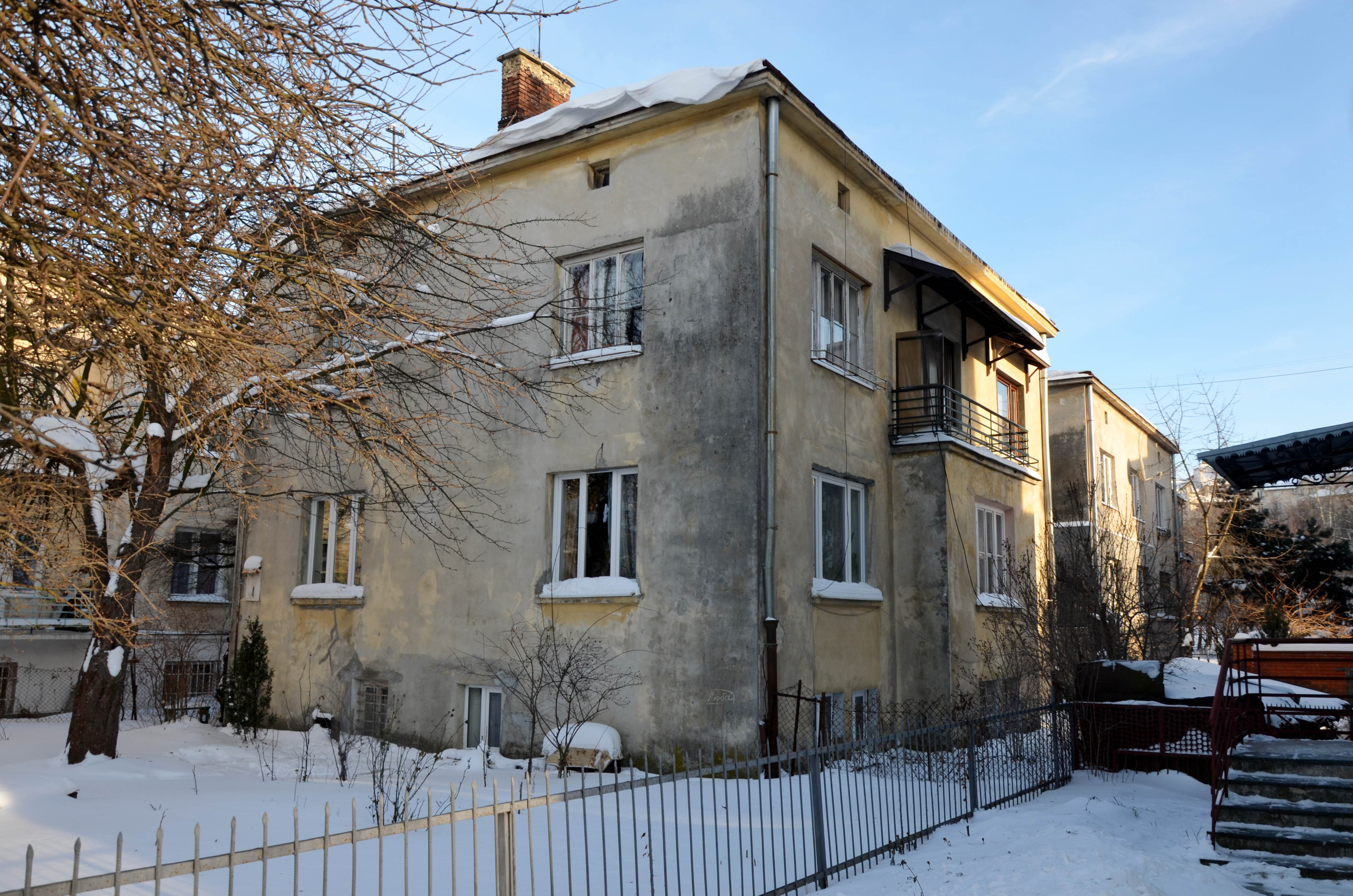
Будинок № 4
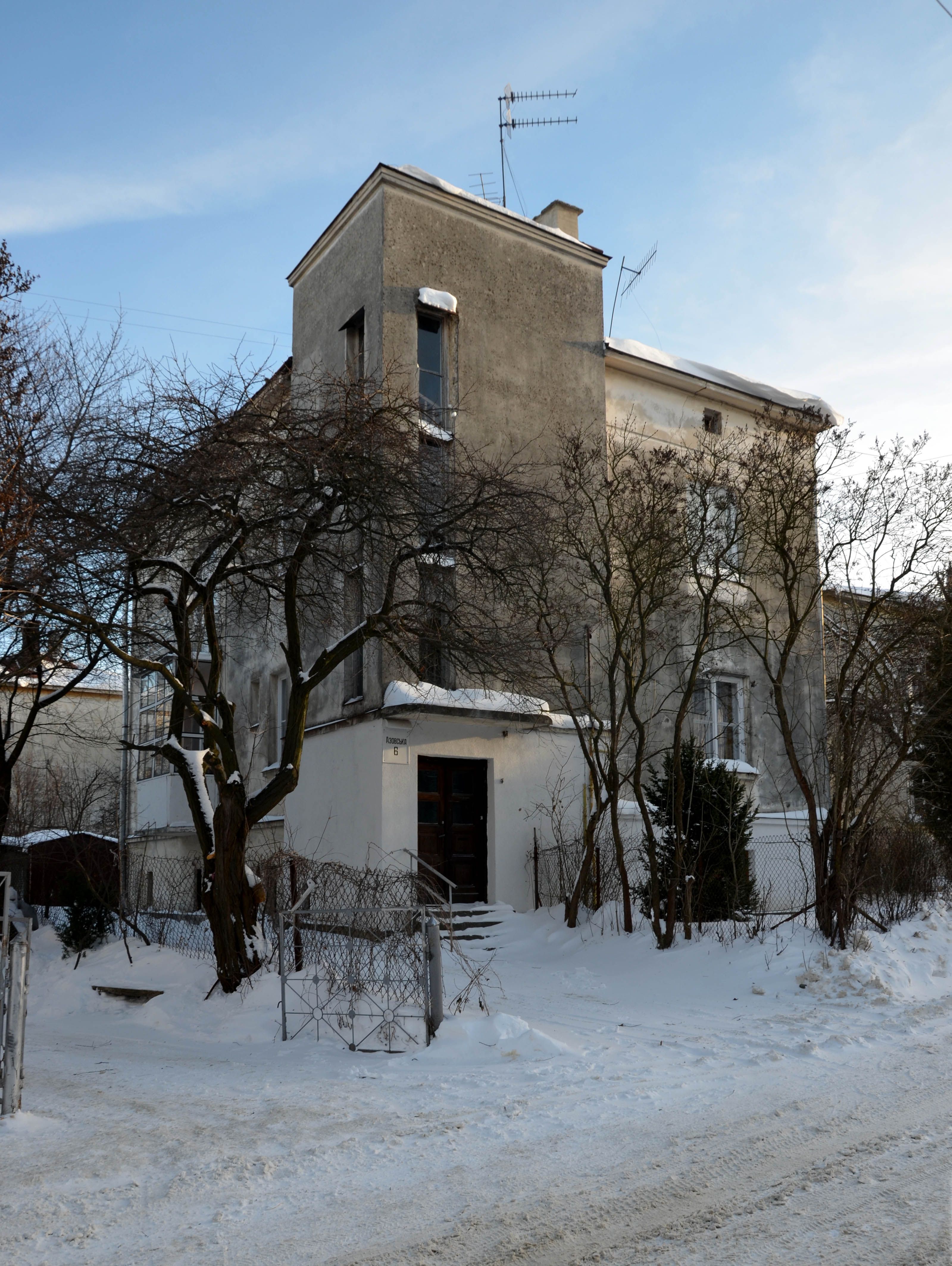
Будинок № 6
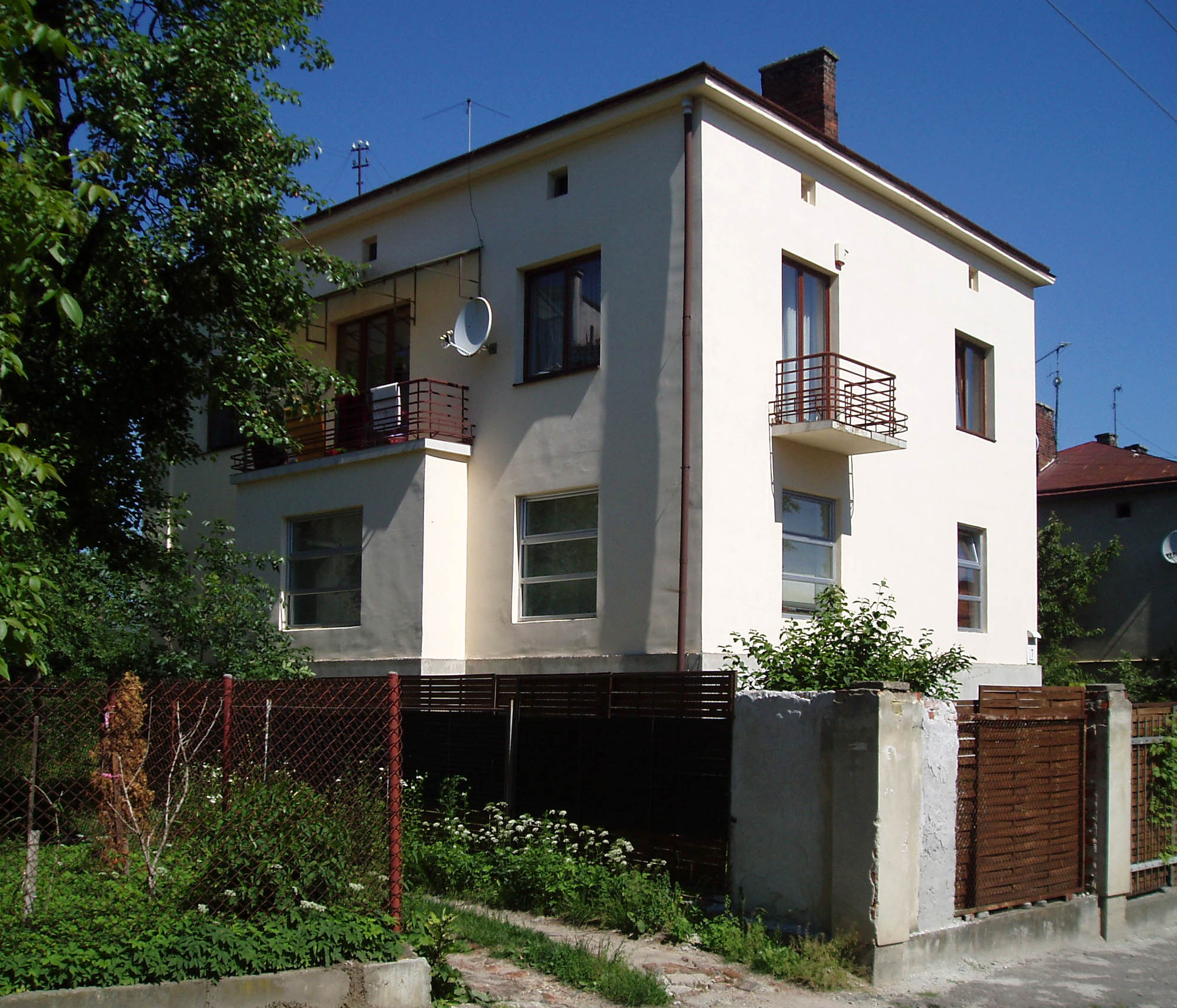
Будинок № 7